# Elios Manzi
Elios Manzi (Messina, 28 marzo 1996) è un judoka italiano.
Nel 2016 ha partecipato ai Giochi olimpici di  Rio de Janeiro venendo però eliminato al secondo turno dal sudcoreano Kim Won-jin.

## Palmarès
- Europei

Kazan 2016: bronzo nei -60kg.
Sofia 2022: bronzo nei -66kg.
- Campionati mondiali cadetti:

Kiev 2011: argento nei -50kg;
Miami 2013: argento nei -55kg;
- Campionati europei cadetti:

Cottonera 2011: oro nei -50kg;
Tallinn 2013: oro nei -55kg;

### Vittorie nel circuito IJF
| Data           | Località | Paese      | Categoria |
| -------------- | -------- | ---------- | --------- |
| 13 maggio 2016 | Almaty   | Kazakistan | Gran Prix |